# Штум (гміна)
Гміна Штум (пол. Gmina Sztum) — місько-сільська гміна у північній Польщі. Належить до Штумського повіту Поморського воєводства.
Станом на 31 грудня 2011 у гміні проживало 18686 осіб.

## Територія
Згідно з даними за 2007 рік площа гміни становила 180.84 км², у тому числі:
- орні землі: 61.00%
- ліси: 25.00%

Таким чином, площа гміни становить 24.74% площі повіту.

## Населення
Станом на 31 грудня 2011:
| Опис     | Загалом | Загалом | Чоловіки | Чоловіки | Жінки | Жінки |
| -------- | ------- | ------- | -------- | -------- | ----- | ----- |
| одиниця  | осіб    | %       | осіб     | %        | осіб  | %     |
| все      | 18686   | 100     | 9161     | 49.03    | 9525  | 50.97 |
| міське   | 10397   | 100     | 4968     | 47.78    | 5429  | 52.22 |
| сільське | 8289    | 100     | 4193     | 50.59    | 4096  | 49.41 |

## Сусідні гміни
Гміна Штум межує з такими гмінами: Ґнев, Мальборк, Міколайкі-Поморське, Мілорадз, Пельплін, Риєво, Старий Тарґ.